# Frans Hedberg
Frans Theodor Hedberg, född 2 mars 1828 i Stockholm, död där i Adolf Fredriks församling 8 juni 1908, var en svensk författare och skådespelare. Han skrev under pseudonymerna Esbern Snare, Palle Block och Paul Qvitt.
Frans Hedberg var från 1857 gift med skådespelerskan Amanda Broman, dotter till Robert Broman, och var i äktenskapet far till Walborg, Tor, Nils, Karl och Elin Hedberg.

## Biografi
Hedberg växte upp på Frimurarebarnhuset och uppfostrades under sex år på ett torp under Sigridsholms säteri 4 mil norr om Stockholm. Senare kom han att placeras hos en moster och hennes man som var vaktmästare. Efter tre år vid Jacobs skola och två vid Tyska lyceum tvingades han börja försörja sig, och arbetade två år hos en destillator samt därefter en kort tid hos en kramhandlare. Därefter kom han under sex år att vara anställd hos en perukmakare. Under den här tiden började han även skriva noveller och dikter i Friskytten. 
År 1849 lämnade han perukmakaryrket för att försöka slå sig fram som skådespelare, och debuterade 1849 i Uddevalla samtidigt som han fick sin första pjäs, Hafvets son, uppförd. Sedan han lämnat skådespelarbanan 1854 för att etablera sig som författare, arbetade Hedberg som lärare i deklamation vid Kungliga teatrarna 1862–1881 samt vid Musikkonservatoriet från 1870. Han var intendent vid Kungliga Stora Teatern 1871–1881, och därefter direktör två år vid Stora Teatern i Göteborg.
Hedberg hittade slutligen sin plats som författare i musiktidskrifter, där han samarbetade med Ludvig Norman och Albert Rubenson. Frans Hedberg skrev också många teaterpjäser och var 1800-talets mest spelade svenska pjäsförfattare. Han skrev operalibretton, bland annat till Ivar Hallströms opera Den bergtagna, som Folkoperan i Stockholm sommaren 2005 spelade på Ulriksdals slottsteater, Confidencen. 
Hedberg är också författare till historiska dramer som Dagen gryr (1863) och det populära Bröllopet på Ulvåsa (1865), samt skildringar från sina år som skådespelare, Fyra år vid landsortstheatern (1857–1858), Svenska skådespelare (1884) med flera. Han har författat några realistiska berättelsesamlingar, såsom Svart på hvitt (1876–1879) och Stockholmslif och skärgårdsluft (1886). 
Några dikter och levnadsminnen samlade han i Vid skrifbordet och bakom ridån (1908). Redan 1866 utgav han en diktsamling, bland annat med minnestal över bortgångna samtida 1855–1866.
Hedberg översatte Richard Wagners opera Lohengrin till svenska. Han gav även ut skönlitterära arbeten, och använde sig av pseudonymerna Esbern Snare, Palle Block och Paul Qvitt.
Hedberg blev invald som ledamot nummer 434 av Kungliga Musikaliska Akademien den 28 januari 1870.
Kulturhistoriskt intresserade läser gärna hans minnesböcker, där han berättar om livet som turnerande skådespelare i landsorten och om livet på Kungliga Teatern i Stockholm, och han har även skrivit böcker där han porträtterar 1800-talets skådespelare och operasångare. 
Han tilldelades Litteris et Artibus 1865.
Frans Hedberg ligger begravd på Nya kyrkogården i Vaxholm.

## Bibliografi

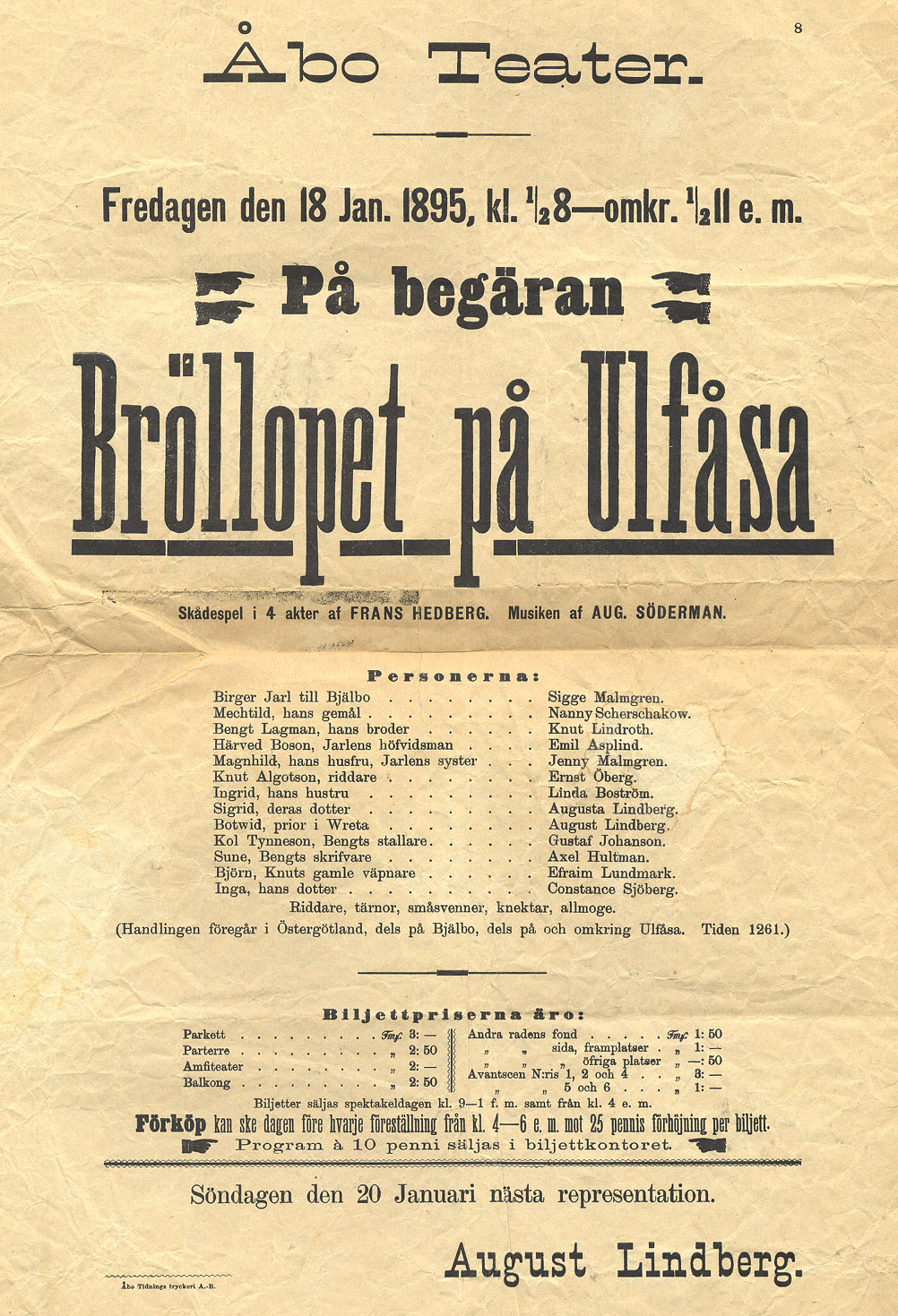
Affisch för Bröllopet på Ulfåsa på Åbo Svenska Teater 1895.

### Skönlitteratur
- Bachisonen ad -ed. Stockholm. 1850 - Samtryck med Kaffevisa av Cræmer och Hjertat mig klämmer' av Bellman.
- Bilder ur lifvet: några etuder. Götheborg: Arwidsson. 1853. Libris 3225825. https://litteraturbanken.se/f%C3%B6rfattare/HedbergF/titlar/Bilder/sida/3/faksimil?om-boken
- Hin ondes gåfva : komedi i tre akter. Stockholm. 1853. https://litteraturbanken.se/f%C3%B6rfattare/HedbergF/titlar/HinOndesG%C3%A5fva/sida/1/faksimil?om-boken
- Min vän löjtnanten : komedi med sång i två akter. Stockholm. 1853
- När man inte har pengar : lustspel med sång i fyra akter. Stockholm. 1853. https://litteraturbanken.se/f%C3%B6rfattare/HedbergF/titlar/N%C3%A4rManInteHarPengar/sida/1/faksimil?om-boken
- Ängsblommorna : poetisk vår-kalender. Stockholm: Meijer. 1853. Libris 9406596. https://litteraturbanken.se/f%C3%B6rfattare/HedbergF/titlar/%C3%84ngsblommorna/sida/5/faksimil?om-boken
- Strids-röster : fosterländska sånger. Stockholm: Bonnier. 1854. Libris 1932053. https://litteraturbanken.se/f%C3%B6rfattare/HedbergF/titlar/Stridsr%C3%B6ster/sida/1/faksimil?om-boken
- Den gamle lotsen : sann fosterlandskärlek : ett minne från år 1719, då ryssarne härjade våra svenska kuster. Stockholm. 1855. Libris 9406590
- Valborgsmessoaftonen : hvardagsbilder ur folklifvet i 4 akter med sång : svenskt original. Svenska Teatern ; 58. Stockholm. 1855. Libris 2693992. https://litteraturbanken.se/f%C3%B6rfattare/HedbergF/titlar/Valborgsmessoaftonen/sida/1/faksimil?om-boken
- Huru tiden förändrar : dramatisk skizz med sång i tvenne perioder. Stockholm. 1856. https://litteraturbanken.se/författare/HedbergF/titlar/HuruTidenFörändrar/info
- Nyårsnatten på Mosebacke : tillfällighetstrolleri i en akt med sång. Stockholm: Bonnier. 1856. Libris 9991925. https://litteraturbanken.se/f%C3%B6rfattare/HedbergF/titlar/Ny%C3%A5rsnatten/sida/1/faksimil?om-boken
- Fyra år vid landsorts-theatern : anteckningar i berättelseform. Stockholm: Bonnier. 1857-1858. Libris 8203701. https://litteraturbanken.se/f%C3%B6rfattare/HedbergF/titlar/Fyra%C3%85r/sida/I/faksimil?om-boken
- Min hustru vill så ha det : lustspel i 3:ne akter med sång (Uppställningen efter en idé af Erik Bögh. Stockholm. 1857
- Tomtegubbarne : nyårsskämt i en akt med sång. Stockholm. 1857
- Han reser för att roa sig : lustspel med sång i fem akter. Stockholm. 1858. https://litteraturbanken.se/f%C3%B6rfattare/HedbergF/titlar/HanReserF%C3%B6rAttRoaSig/sida/1/faksimil?om-boken
- På kärlekens vingar! : lustspel med sång i tre akter. Stockholm. 1858
- Calle Glader eller En man af värde : komisk monolog i en akt med sång : svenskt original. Svenska Teatern, 99-1250025-3 ; 85. Stockholm. 1859. Libris 2693984. https://litteraturbanken.se/f%C3%B6rfattare/HedbergF/titlar/CalleGlader/sida/1/faksimil?om-boken
- Nyårs-kommitén : ett skämt i en akt. Stockholm: Bonnier. 1859. Libris 9991922. https://litteraturbanken.se/f%C3%B6rfattare/HedbergF/titlar/Ny%C3%A5rskommit%C3%A9n/sida/1/faksimil?om-boken
- Sanningsvännen : komisk monolog i en akt med sång. Svenska teatern, 99-1250025-3 ; 84. Stockholm: Bonnier. 1859. Libris 10081456. https://litteraturbanken.se/f%C3%B6rfattare/HedbergF/titlar/Sanningsv%C3%A4nnen/sida/1/faksimil?om-boken
- Den tankspridde : komisk monolog i en akt med sång. Svenska Teatern, 99-1250025-3 : 83. Stockholm: Bonnier. 1859. Libris 2693991. https://litteraturbanken.se/f%C3%B6rfattare/HedbergF/titlar/DenTankspridde/sida/1/faksimil?om-boken
- Kröningsfesten : tillfällighetsstycke med sång i en akt. Svenska Theatern ; 101. Stockholm: Bonnier. 1860. Libris 9991902
- Majkungen : tillfällighetsstycke i en akt. Stockholm. 1860. https://litteraturbanken.se/f%C3%B6rfattare/HedbergF/titlar/Majkungen/sida/1/faksimil?om-boken - Anonymt.
- Slutbalen : nyårsmönstring med sång i en akt. Svenska Theatern ; 94 (2 uppl.). Stockholm: Bonnier. 1860. Libris 9991944. https://litteraturbanken.se/f%C3%B6rfattare/HedbergF/titlar/Slutbalen/sida/1/faksimil?om-boken
- Aldrig för sent! : dramatisk nutidsmålning med sång i fyra akter. Svenska theatern ; 112. Stockholm: Bonniers. 1861. Libris 13595867
- Frun af stånd och Frun i ståndet : lustspel i tre akter : svenskt original. Svenska theatern ; 109. Stockholm: Bonnier. 1861. Libris 11782941. https://runeberg.org/fhfrun/
- Redaktions-visa vid Aftonblads-banketten den 27 januari 1861. Stockholm: Müller. 1861. Libris 2384456. https://litteraturbanken.se/f%C3%B6rfattare/HedbergF/titlar/Redaktionsvisa/sida/1/faksimil?om-boken
- Slutbalen Nr 2 : nyårsmönstring med sång i en akt. Svenska Theatern ; 104. Stockholm: Bonnier. 1861. Libris 9991968. https://litteraturbanken.se/f%C3%B6rfattare/HedbergF/titlar/SlutbalenNo2/sida/1/faksimil?om-boken
- Smått och godt, i öfversättning och original. Humoristiskt bibliotek ; 2. Stockholm: Svanström. 1861. Libris 1489414. https://litteraturbanken.se/författare/HedbergF/titlar/SmåttOchGodt/info
- Stockholmsbor på sommarnöje : lustspel i tre akter. Stockholm: C. H. Fahlstedts förlag. 1861. Libris 10174737
- Sånger vid sällskapet W 6:s tredje högtidsdag i Stockholm, söndagen den 24:de febr. 1861. Stockholm. 1861 - Anonymt tillsammans med Johan Johansson.
- Anna-Stinas illusioner : lustspel i fyra akter. Svenska theatern ; 124. Stockholm: Bonnier. 1862. Libris 1271137. https://litteraturbanken.se/f%C3%B6rfattare/HedbergF/titlar/AnnaStinasIllusioner/sida/I/faksimil?om-boken
- Blommor i drifbänk. Svenska theatern ; 122. Stockholm. 1862. Libris 1271128. https://litteraturbanken.se/f%C3%B6rfattare/HedbergF/titlar/BlommorIDrifb%C3%A4nk/sida/I/faksimil?om-boken
- Till tings! Till tings! : nyårsmönstring med sång i en akt. Svenska theatern ; 117. Stockholm. 1862. Libris 1271104
- Dagen gryr : historiskt skådespel i 4 akter : svenskt original. Svenska theatern ; 131. Stockholm: Bonnier. 1863. Libris 1933845
- Frivilliga och Motvilliga : lustspel med sång i tre akter. Svenska Theatern ; 148. Stockholm: Bonnier. 1864. Libris 9991114
- Norr och Söder : lustspel med sång i fyra akter. Svenska Theatern ; 152. Stockholm: Bonnier. 1864. Libris 9991918. https://litteraturbanken.se/f%C3%B6rfattare/HedbergF/titlar/NorrOchS%C3%B6der/sida/1/faksimil?om-boken
- Brölloppet på Ulfåsa : skådespel i fyra akter. Stockholm: Bonnier. 1865. Libris 10444363. https://litteraturbanken.se/f%C3%B6rfattare/HedbergF/titlar/Br%C3%B6lloppetP%C3%A5Ulf%C3%A5sa/sida/I/faksimil?om-boken
- Korp-Kirsti : ett Dala-äfventyr i en akt med sång och dans : svenskt original. Svenska Teatern, 99-1250025-3 ; 155. Stockholm: Bonnier. 1865. Libris 2693987. https://litteraturbanken.se/f%C3%B6rfattare/HedbergF/titlar/KorpKirsti/sida/1/faksimil?om-boken
- Dikter. Stockholm: Bonnier. 1866. Libris 1582246. https://litteraturbanken.se/f%C3%B6rfattare/HedbergF/titlar/Dikter/sida/5/faksimil?om-boken
- Under utställningen : tillfällighetsfars med sång i 3 akter. Svenska teatern, 99-1250025-3 ; 168. Stockholm: Bonnier. 1866. Libris 1585472
- Hertig Magnus och sjöjungfrun : romantisk operett i 3 akter. Opera repertoire, 99-1618791-6 ; 37. Stockholm: Bonnier. 1867. Libris 1583378
- En odåga : komedi i 4 akter. Svenska teatern, 99-1250025-3 ; 170. Stockholm: Bonnier. 1867. Libris 1585474. https://litteraturbanken.se/f%C3%B6rfattare/HedbergF/titlar/EnOd%C3%A5ga/sida/1/faksimil?om-boken
- Lejonet vaknar : skådespel i tre akter med ett efterspel. Svenska teatern, 99-1250025-3 ; 181. Stockholm: Bonnier. 1868. Libris 1585485. https://litteraturbanken.se/f%C3%B6rfattare/HedbergF/titlar/LejonetVaknar/sida/2/faksimil?om-boken
- Wasa-arfvet : historiskt skådespel i fem akter. Stockholm: Bonnier. 1868. Libris 10444734. https://runeberg.org/wasaarfvet/
- Brudens krona : en dikt. Stockholm: Bonnier. 1869. Libris 681923. https://litteraturbanken.se/f%C3%B6rfattare/HedbergF/titlar/BrudensKrona/sida/5/faksimil?om-boken
- Den förtrollade katten : sagospel med sång i 3 akter. Opera repertoire, 99-1618791-6 ; 53. Stockholm: Bonnier. 1869. Libris 1583387
- Prolog vid invigningen af Venersborgs nya teater den 8 aug. 1869. Vänersborg. 1869. Libris 1586248
- Så kallad ungdom : komedi i 3 akter. Stockholm: Hæggström. 1869. Libris 1582248. https://litteraturbanken.se/f%C3%B6rfattare/HedbergF/titlar/S%C3%A5KalladUngdom/sida/1/faksimil?om-boken
- Det skadar inte : lustspel i 3 akter. Svenska teatern, 99-1250025-3 ; 193. Stockholm: Bonnier. 1870. Libris 1585497. https://litteraturbanken.se/f%C3%B6rfattare/HedbergF/titlar/DetSkadarInte/sida/1/faksimil?om-boken
- Stolts Elisif : skådespel i 5 handlingar. Svenska teatern, 99-1250025-3 ; 189. Stockholm: Bonnier. 1870. Libris 1585493
- Majorens döttrar : komedi i 3 akter. Svenska teatern, 99-1250025-3 ; 197. Stockholm: Bonnier. 1871. Libris 1585501. https://litteraturbanken.se/f%C3%B6rfattare/HedbergF/titlar/MajorensD%C3%B6ttrar/sida/5/faksimil?om-boken
- Den stumme brodern. Stockholm. 1871. Libris 9406584. https://litteraturbanken.se/f%C3%B6rfattare/HedbergF/titlar/DenStummeBrodern/sida/1/faksimil?om-boken
- Vid riksgränsen : tillfällighetsspel i 1 akt. Svenska teatern, 99-1250025-3 ; 202. Stockholm: Bonnier. 1873. Libris 1585505
- Den bergtagna : opera i fem akter. Opera repertoire, 99-1618791-6 ; 72. Stockholm: Bonnier. 1874. Libris 1583404
- Sång för Nordens qvinnor den 9 juni 1875 / af —ed. Stockholm. 1875
- Dagtingan : komedi på vers i fyra akter. Svenska teatern, 99-1250025-3 ; 210. Stockholm: Bonnier. 1876. Libris 1597534
- Svart på hvitt : berättelser. Stockholm: Bonnier. 1876-1879. Libris 1597535 - 3 delar.
  -  1. Stockholm: Bonnier. 1876. Libris 1597536. https://litteraturbanken.se/f%C3%B6rfattare/HedbergF/titlar/SvartP%C3%A5Hvitt1/sida/5/faksimil?om-boken
  -  2. Stockholm: Bonnier. 1877. Libris 1597537. https://litteraturbanken.se/f%C3%B6rfattare/HedbergF/titlar/SvartP%C3%A5Hvitt2/sida/3/faksimil?om-boken
  -  3. Stockholm: Bonnier. 1879. Libris 1597538. https://litteraturbanken.se/f%C3%B6rfattare/HedbergF/titlar/SvartP%C3%A5Hvitt3/sida/1/faksimil?om-boken
- Vikingarne : romantisk opera i 3 akter. Opera repertoire, 99-1618791-6. Stockholm: Bonnier. 1877. Libris 1599453
- Glanskis : komedi i 5 akter. Svenska teatern, 99-1250025-3 ; 211. Stockholm: Bonnier. 1878. Libris 1600990
- Lille jätten : berättelse ur folklifvet i Stockholm. Öreskrifter för folket, 99-1474700-0 ; 102. Stockholm: Bonnier. 1880. Libris 1601979. https://litteraturbanken.se/f%C3%B6rfattare/HedbergF/titlar/LilleJ%C3%A4tten/sida/1/faksimil?om-boken
- Vegafärden : en diktcykel, tillegnad Nordostpassagens upptäckare. Stockholm: Bonnier. 1880. Libris 681922. https://litteraturbanken.se/f%C3%B6rfattare/HedbergF/titlar/Vegaf%C3%A4rden/sida/1/faksimil?om-boken
- Mellan bjudningarne : komedi i 1 akt. Svenska teatern, 99-1250025-3 ; 218. Stockholm: Bonnier. 1884. Libris 1600997. https://litteraturbanken.se/f%C3%B6rfattare/HedbergF/titlar/MellanBjudningarna/sida/1/faksimil?om-boken
- Rospiggarne : folklustspel med sång i 4 akter. Svenska teatern, 99-1250025-3 ; 219. Stockholm: Bonnier. 1884. Libris 1600998. https://litteraturbanken.se/f%C3%B6rfattare/HedbergF/titlar/Rospiggarna/sida/I/faksimil?om-boken
- Stockholmslif och skärgårdsluft : nya berättelser. Stockholm: Beijer. 1886. Libris 20215096. https://litteraturbanken.se/f%C3%B6rfattare/HedbergF/titlar/StockholmslifOchSk%C3%A4rg%C3%A5rdsluft/sida/2/faksimil?om-boken
- Från gator och skär : nya berättelser. Stockholm: Beijer. 1889. Libris 21588763. https://litteraturbanken.se/f%C3%B6rfattare/HedbergF/titlar/Fr%C3%A5nGatorOchSk%C3%A4r/sida/6/faksimil?om-boken
- Arbetarlif : skildring ur verkligheten. Stockholm: Bonnier. 1892. Libris 1623178. https://litteraturbanken.se/f%C3%B6rfattare/HedbergF/titlar/Arbetarlif/sida/5/faksimil?om-boken
- Från skärgården och fastlandet : verklighetsbilder och historier. Stockholm: Bonnier. 1893. Libris 1623181. https://litteraturbanken.se/f%C3%B6rfattare/HedbergF/titlar/Fr%C3%A5nSk%C3%A4rg%C3%A5rdenOchFastlandet/sida/6/faksimil?om-boken
- Vacklande grund : skildringar ur ett konstnärslif. Stockholm: Idun. 1894. Libris 22488152. https://litteraturbanken.se/f%C3%B6rfattare/HedbergF/titlar/VacklandeGrund/sida/6/faksimil?om-boken
- Bland storstadsfolk och skärgårdsbor : ny samling berättelser. Stockholm: Bonnier. 1895. Libris 22117991. https://litteraturbanken.se/f%C3%B6rfattare/HedbergF/titlar/BlandStorstadsfolk/sida/2/faksimil?om-boken
- Efterskörd : äldre och nyare dikter. Stockholm: Bonnier. 1898. Libris 1644490. https://litteraturbanken.se/f%C3%B6rfattare/HedbergF/titlar/Eftersk%C3%B6rd/sida/5/faksimil?om-boken
- Från stad och land : nya verklighetsbilder och berättelser. Stockholm: Bonnier. 1899. Libris 22549005. https://litteraturbanken.se/f%C3%B6rfattare/HedbergF/titlar/Fr%C3%A5nStadOchLand/sida/6/faksimil?om-boken
- Till Knut Almlöfs minne : Fregattkaptenen ; Advokaten Knifving. Stockholm: Alb. Bonnier. 1899. Libris 1644492. https://litteraturbanken.se/f%C3%B6rfattare/HedbergF/titlar/TillKnutAlml%C3%B6fsMinne/sida/5/faksimil?om-boken
- Sten Stures löfte : historiskt skådespel i fyra handlingar. Svenska teatern, 99-1250025-3 ; 276. Stockholm: Bonnier. 1903. Libris 1719510
- Gräsänklingar : lustspel i tre akter. 1904. 1904
- Flinta och stål : Skådespel i tre akter. Svenska teatern, 99-1250025-3 ; 306. Stockholm: Bonnier. 1906. Libris 1618195
- Hin och småländingen : sagolustspel i fyra akter med ett förspel. Svenska teatern, 99-1250025-3 ; 304. Stockholm: Bonnier. 1906. Libris 1618193. https://litteraturbanken.se/f%C3%B6rfattare/HedbergF/titlar/HinOchSm%C3%A5l%C3%A4ndingen/sida/I/faksimil?om-boken
- Hårda sinnen : Folkskådespel i fyra akter. Svenska teatern, 99-1250025-3 ; 305. Stockholm: Bonnier. 1906. Libris 1618194
- Kloka Maja och andra berättelser. Frans Hedbergs berättelser ; 1. Stockholm: Bonnier. 1908. Libris 1614058. https://runeberg.org/fhmaja/
- Kapellpredikanten och andra berättelser. Stockholm: Bonnier. 1909. Libris 1614057
- Lillbo-Petter och andra berättelser. Stockholm: Bonnier. 1910. Libris 1614059
- Majorens döttrar och andra berättelser. Stockholm: Bonnier. 1910. Libris 1614060. https://litteraturbanken.se/f%C3%B6rfattare/HedbergF/titlar/MajorensD%C3%B6ttrar/sida/5/faksimil?om-boken
- Flickan med grafkransarna och andra berättelser. Stockholm: Bonnier. 1911. Libris 1634433. https://runeberg.org/fhflgra/

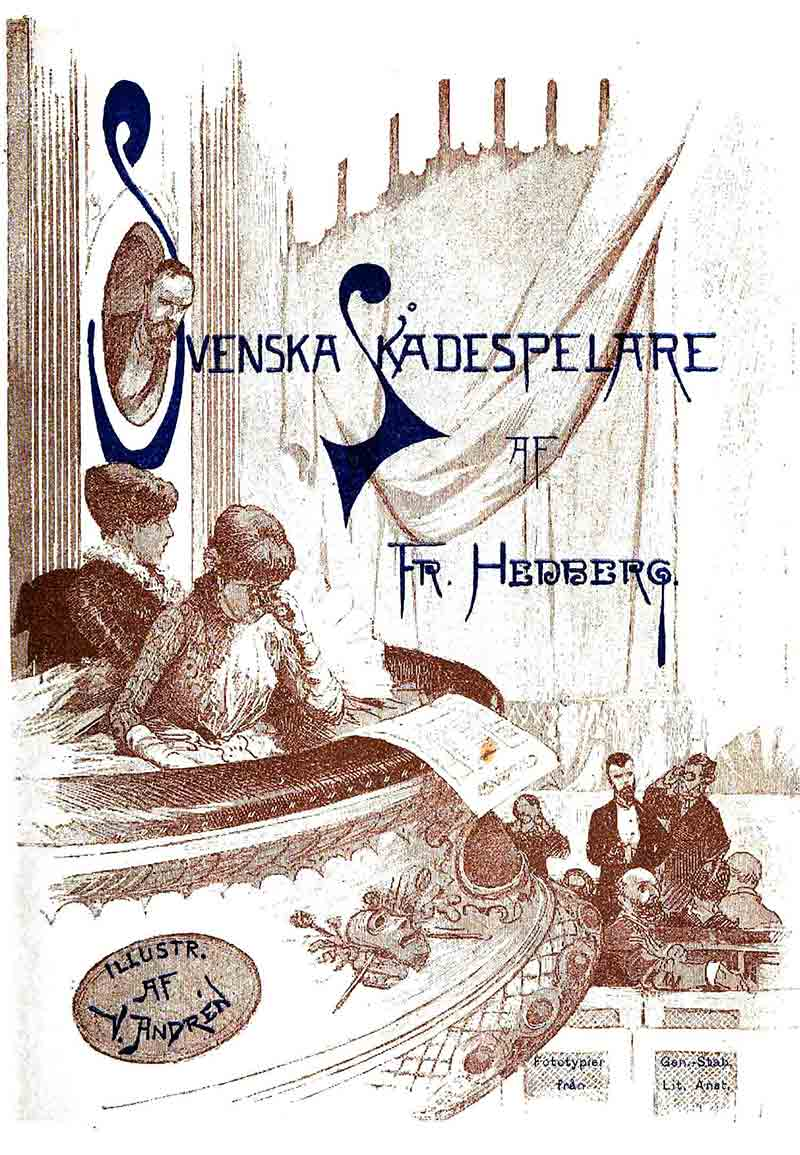
Omslag till boken Svenska skådespelare. Karakteristiker och porträtter av Vicke Andrén från 1884.

### Varia
- Pittoreskt Sverige : första serien : Kanalfärden mellan Stockholm och Göteborg. Stockholm. 1861. Libris 3107594 - Med kort text af Fr. Hedberg.
- Sändebref till baron Stedingk rörande några teaterförhållanden. Stockholm. 1861. Libris 2187260. https://runeberg.org/fhstbf/
- Svenska skådespelare : karakteristiker och porträtter. Stockholm: Fritze. 1884. Libris 40932. https://runeberg.org/fhsvsk/
- Svenska operasångare : karakteristiker och porträtter. Stockholm: Fritze. 1885. Libris 810364
- På ömse sidor om ridån : minnen och bilder ur teaterlifvet. Stockholm: Lamm. 1888. Libris 98196. https://runeberg.org/fhposor/
- Bidrag till skådespelarkonstens och dramatikens historia. Stockholm. 1890. Libris 242405. https://runeberg.org/fhbts/
- Gustaf III:s operahus och dess minnen : några samlade blad. Stockholm: Geber. 1891. Libris 537682. https://runeberg.org/fhg3opera/
- Teater eller varieté? : några närgångna betraktelser. Stockholm: Bonnier. 1893. Libris 1626840. https://runeberg.org/fhtevar/
- Våra sceniska konstnärer förr och nu. Stockholm: Beijer. 1894. Libris 11635479
- ”Mina första teaterstycken : en blick tillbaka”. När vi började : ungdomsminnen af svenska författare (1902):  sid. 6-19. 1902. https://runeberg.org/narviborj/0018.html. Libris 11171662
- En spillra : (med förf:s tillåtelse ur den år 1888 utg. samlingen "På ömse sidor om ridån"). Norrköping. 1908. Libris 2694101
- Vid skrifbordet och bakom ridån : minnen från flydda teatertider. Stockholm: Bonnier. 1908. Libris 8073918. https://runeberg.org/fhvidskr/

### Fotnoter
1. ↑  Frans T Hedberg, Svenskt biografiskt lexikon, Svenskt Biografiskt Lexikon-ID: 12687.[källa från Wikidata]
2. ↑  Sveriges folkräkning 1900, Riksarkivet, läs onlineläs online, läst: 25 mars 2018.[källa från Wikidata]
3. ↑  hämtat från: svenskspråkiga Wikipedia härlett från: Kategori:Svenska poeter, läst: 14 juni 2019.[källa från Wikidata]
4. ↑  hämtat från: tyskspråkiga Wikipedia.[källa från Wikidata]
5. ↑  Sveriges dödbok 1901–2009, DVD‐ROM, Version 5.00, Sveriges Släktforskarförbund (2010): Hedberg, Frans Teodor
6. ↑  Sveriges befolkning
1880:
Hedberg, Frans Teodor
(1880-1-7-12471)
7. ↑  Amenius, Ragnar: Frans Hedberg i Svenskt biografiskt lexikon (1969–1971)
8. 1 2  Carlquist, Gunnar (red.) (1932). Svensk uppslagsbok. Malmö: Svensk Uppslagsbok AB:s förlag, band 12 s. 857.
9. ↑  Dikter, F. Hedberg. Stockholm 1866
10. ↑  Löfström, Karl (1935). Kungl. medaljen Litteris et artibus. Stockholm: Svensk rotogravyr. sid. 45. Libris 1348596